# Giovanni Francesco Commendone
Giovanni Francesco Commendone (Veneza, 17 de março de 1523 - Pádua, 26 de dezembro de 1584) foi um cardeal do século XVII

## Biografia
Nasceu em Veneza em 17 de março de 1523. O mais velho dos quatro filhos de Antonio Commendone, médico e humanista, e Laura Barbarigo, uma nobre. Parente do Papa Paulo IV (1555-1559). Seu primeiro nome também está listado como Giovanni Francesco.
Estudou filosofia, ciências humanas e direito na Universidade de Pádua..
Clérigo veneziano. Foi a Roma no Ano do Jubileu de 1550 e foi apresentado ao Papa Júlio III pelo embaixador veneziano. Ele foi nomeado camareiro papal e protonotário apostólico. Acompanhou o cardeal Girolamo Dandino, legado a latere perante o imperador Carlos V na Flandres como datário. Enviado em missão à Rainha Maria I da Inglaterra para obter a restauração da fé católica, 1553..
Recebeu os pedidos menores..
Eleito bispo de Cefalônia e Zacinto em 25 de outubro de 1555. Consagrado (nenhuma informação encontrada). Acompanhado pelo Cardeal Scipione Rebiba, legado a latere, em missão perante o imperador Carlos V e o rei Felipe II da Espanha em Flandres no verão de 1556. O bispo Commendone permaneceria como núncio perante o rei Felipe, mas foi chamado de volta a Roma logo depois e enviado, em 16 de setembro de 1556, como enviado extraordinário a Urbino, Ferrara, Veneza e Parma para angariar o seu apoio contra a ocupação da Campagna pelas tropas espanholas. Em 1560, o Papa Pio IV decidiu reabrir o Concílio de Trento e enviou o Bispo Commendone à Alemanha para convidar os Estados Católicos e Protestantes a participarem na assembleia; depois de viajar extensivamente pela Alemanha, retornou a Roma em dezembro de 1561; sua missão fracassou quanto a ter a participação dos protestantes no concílio; mas a sua vida exemplar e os seus apelos para restaurar a unidade religiosa impressionaram grandemente muitos protestantes. Enviado pelos legados do Concílio de Trento em missão ao imperador Fernando em Innsbruck em janeiro de 1563, para discutir as exigências que ele havia feito ao concílio. Núncio na Polônia, setembro de 1563 a dezembro de 1565; obteve do rei Zygmunta a promessa de fazer cumprir as reformas conciliares, bem como a entrada dos jesuítas na Polónia. O cardeal Carlo Borromeo recomendou sua elevação ao cardinalato..
Criado cardeal diácono no consistório de 12 de março de 1565. Não participou do conclave de 1565-1566, que elegeu o Papa Pio V. O Papa Pio V enviou-o como legado à Dieta de Augsburgo em março de 1566. Recebeu o barrete vermelho e a diaconia de S. Ciriaco alle Terme, título declarado pro illa vicediaconia, 15 de novembro de 1566. Juntamente com os cardeais Giovanni Ricci de Montepulciano, Marco Antonio Bobba e Alessandro Sforza, foi nomeado pelo Papa Pio V inspetor dos rios, portos e vias públicas de Roma. Em setembro de 1568 foi enviado como legado ao imperador Maximiliano para convencê-lo a não conceder novas concessões religiosas aos protestantes na Baixa Áustria e a suspender as que já havia concedido. O cardeal também recebeu a missão, por escrito papal de 10 de outubro de 1568, de visitar as igrejas e mosteiros da Alemanha e dos territórios adjacentes. Legado perante o imperador Maximiliano II e o rei Zygmunta da Polônia para organizar uma cruzada contra os turcos, novembro de 1571. Após a morte do rei polonês no ano seguinte, ele promoveu a candidatura do duque Henrique de Anjou para se tornar o novo rei, causando assim o raiva do imperador. conclave de 1572, que elegeu o Papa Gregório XIII. Nomeado pelo Papa Gregório XIII em 1573 membro da nova Congregatio Germanica . Optou pela ordem dos sacerdotes (data não encontrada). Optou pelo título de S. Maria degli Angeli, 5 de julho de 1574. Camerlengo do Sagrado Colégio dos Cardeais, 10 de janeiro de 1583 a 16 de janeiro de 1584. Optou pelo título de S. Anastasia, 9 de janeiro de 1584. Optou por o título de S. Marco, 14 de maio de 1584 (1) ..
Morreu em Pádua em 26 de dezembro de 1584. Enterrado, mosteiro dos Capuchinhos, Pádua..